# Morten Marinus
Morten Marinus (tidligere Morten Marinus Jørgensen, født 10. november 1977 i Aalborg) er en tidligere dansk politiker fra Dansk Folkeparti. Han var medlem af Folketinget fra 2011 til 2019.

## Folketinget
Morten Marinus stillede første gang op til Folketinget i 2001. Han blev valgt ind første gang ved Folketingsvalget 2011  og igen ved Folketingsvalget i 2015. Ved Folketingsvalget i 2019, opnåede han ikke genvalg.
Marinus kom, som medieordfører for Dansk Folkeparti, i betydelig modvind i forbindelse med tildelingen af sendetilladelser til FM4-båndet i 2019. Her ønskede Dansk Folkeparti ikke at frafalde et krav om at den nye landsdækkende FM-kanal skulle placere mindst 70 procent af medarbejderne mindst 110 kilometer fra København. Forløbet endte med at Radio 24syv måtte indstille aktiviteterne og overlade sendetilladelsen til den nye Radio4.

## Kommunalpolitik
Morten Marinus var medlem af Pandrup Byråd 2002-2006, samt byrådet i Jammerbugt Kommune fra 2010 til 2017. Han opnåede ikke genvalg ved kommunalvalget i 2017.

## Regionsråd
Morten Marinus blev også medlem af regionsrådet i Region Nordjylland i 2010. Han valgte at trække sig fra rådet, da han blev valgt til Folketinget i 2011.

## Andre poster
Han har været medlem af Saltum-Alstrup Sognes Menighedsråd fra 1996 til 2020.